# Зандеснебен
Зандеснебен (нім. Sandesneben) — громада в Німеччині, розташована в землі Шлезвіг-Гольштейн. Входить до складу району Герцогство Лауенбург. Складова частина об'єднання громад Зандеснебен-Нуссе.
Площа — 6,13 км2. Населення становить 1859 ос. (станом на 31 грудня 2020).

## Галерея

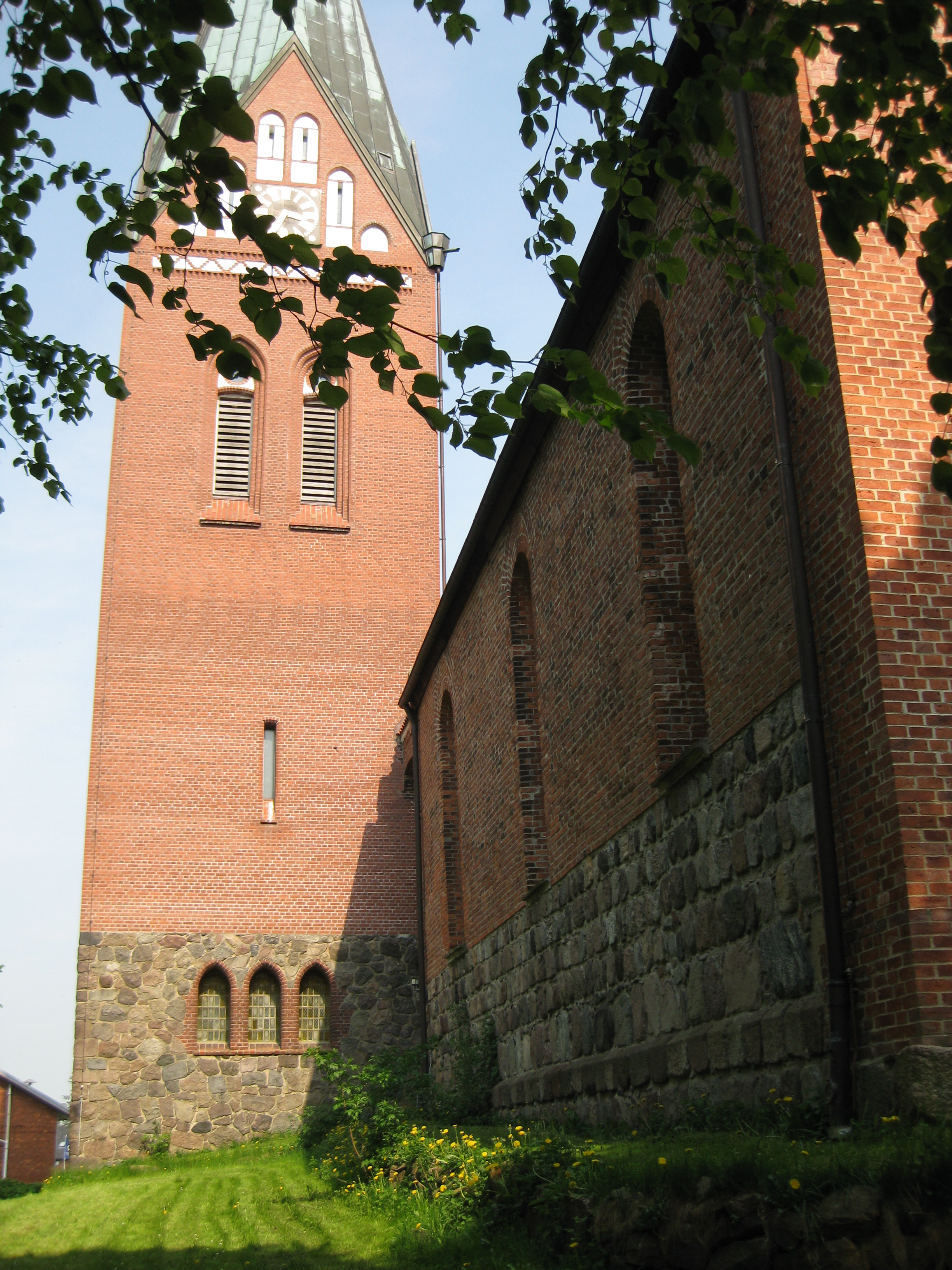